# Golf van İzmit
De Golf van İzmit (Turks: İzmit Körfezi) is een Turkse baai in het uiterste oosten van de Zee van Marmara. De golf ligt bijna volledig in de provincie Kocaeli. Het zuidwesten grenst aan de provincie Yalova. De golf wordt genoemd naar de stad İzmit die aan de golf ligt in het noordoostelijke eindpunt. Andere steden gelegen rond de baai zijn Gebze, Körfez, Gölcük en Altınova.
Ten tijde van Bithynië sprak men van de Golf van Astacus, nadien werd naar de baai verwezen als de Golf van Nicomedia waarbij beide plaatsnamen verwezen naar de bewoning op de plaats van het huidige İzmit.
De baai heeft twee versmallingen, de meest westelijke ter hoogte van de districten Dilovasi en Altınova (Yalova) waar de golf van İzmit versmalt tot een breedte van 3 km. Hier werd in 2016 de Osman Gazibrug afgewerkt, een hangbrug en tolweg die onderdeel uitmaakt van het traject van de snelweg O-5. De golf is het smalste bij Gölcük waar de breedte daalt tot iets minder dan 2 km.
De O-4 autosnelweg ligt in zijn traject meerdere malen direct aan de noordelijke oever van de golf van İzmit, wat de gebruikers fraaie omgevingsbeelden oplevert.